# Lucien Dury
Lucien Dury (Ciutat de Luxemburg, 6 de febrer de 1912 – 14 de maig de 2002) fou un polític, periodista i dirigent de resistència luxemburguesa. Va ser un dels fundadors del Grup Patriòtic i Democràtic, més tard anomenat Partit Democràtic (PD), del qual va ser el primer president (1948-1952). El 1959 va ser nomenat de nou president del PD fins al 1962. També va ser membre de la Cambra de Diputats de Luxemburg de 1945 a 1951 i regidor del consell comunal de la Ciutat de Luxemburg (1969–77).
Durant l'ocupació alemanya en la Segona Guerra Mundial, Dury va pertànyer a la Legió Popular Luxemburguesa (LVL), del qual va esdevenir dirigent el 1943. L'any següent, quan LVL es va fusiona a Unio'n, Dury va ser el primer president. Després que la guerra, es va implicar en el naixement del diari Lëtzebuerger Journal.